# Karin Schubert
Karin Schubert (Hamburgo, 26 de noviembre de 1944) es una actriz alemana, reconocida por su participación en películas de serie B en las décadas de 1970 y 1980. Entre sus apariciones destacadas figuran producciones como Los compañeros, Black Emanuelle, La folie des grandeurs y Christina. Tras perder gradualmente demanda como actriz a mediados de la década de 1980 y con la necesidad de ganar dinero debido a problemas personales, Schubert comenzó a protagonizar películas de pornografía dura.

## Filmografía destacada

### Cine
- A Sword for Brando (1970)
- Los compañeros (1970)
- La folie des grandeurs (1971)
- Bluebeard (1972)
- L'Attentat (1972)
- Ubalda, All Naked and Warm (1972)
- Tutti per uno...botte per tutti (1973)
- El castigo (1973)
- La casa della paura (1974)
- Till Marriage Do Us Part (1974)
- The Girl in Room 2A (1974)
- Black Emanuelle (1975)
- La dottoressa sotto il lenzuolo (1976)
- Cuando los maridos se iban a la guerra (1976)
- Emanuelle Around the World (1977)
- Missile X: The Neutron Bomb Incident (1978)
- Black Venus (1983)
- The Nurse in the Military Madhouse (1979)
- The Panther Squad (1984)
- Christina y la reconversión sexual (1984)
- Hanna D. - The Girl from Vondel Park (1984)